# Genianthus horei
Genianthus horei là một loài thực vật có hoa trong họ La bố ma. Loài này được Vasudeva Rao mô tả khoa học đầu tiên năm 1985.